# Cyptonychia pseudovarra
Cyptonychia pseudovarra är en fjärilsart som beskrevs av Dyar 1925. Cyptonychia pseudovarra ingår i släktet Cyptonychia och familjen nattflyn. Inga underarter finns listade i Catalogue of Life.